# Pathos (Band)
Pathos ist eine schwedische Progressive- und Power-Metal-Band aus Göteborg, die im Jahr 1995 gegründet wurde.

## Geschichte
Die Band wurde im Mai 1995 gegründet. Im Herbst desselben Jahres nahm die Band ein erstes Demo in ihrer Heimatstadt Trollhättan auf. Zur selben Zeit kam auch Sänger Stefan Carlsson zur Besetzung. Im Jahr 1996 erreichte die Band einen Vertrag mit Liphone Metal. Das Debütalbum Hoverface wurde in den Lirec Studios im schwedischen Uddevalla im Jahr 1997. Später im selben Jahr wechselte die Band zu Black Mark Production und veröffentlichte das Album bei diesem Label neu, wobei es eine neue Covergestaltung erhielt. Am 23. März 1998 begannen die Arbeiten zum zweiten Album Uni Versus Universe. Während der Aufnahmen trennte sich die Gruppe von Black Mark und veröffentlichte im September 1998 über Liphone Metal das Album nur in Schweden. Im Dezember 1999 fand der letzte Auftritt mit Sänger Stefan Carlsson statt, ehe im Sommer 2000  Paul Schöning als neuer Sänger zur Band kam. Im August nahm die Band ein Demo in Göteborg auf. Im Jahr 2001 unterschrieb die Band einen Vertrag bei Roastinghouse Productions.
Im Februar 2002 nahm die Band mit Produzent Anders „Theo“ Theander (Majestic, Pain of Salvation, Last Tribe, Midnight Sun) ihr nächstes Album Katharsis auf. Das Cover wurde von Niklas Sundin gestaltet. Das Album wurde im selben Jahr bei Massacre Records veröffentlicht.

## Stil
Die Band spielt progressiven Power Metal, wobei starke Einflüsse von Bands wie Nevermore hörbar sind.

## Diskografie
- 1995: Demo (Demo, Eigenveröffentlichung)
- 1997: Hoverface (Album, Liphone Metal)
- 1998: Uni Versus Universe (Album, Liphone Metal)
- 2002: Katharsis (Album, Massacre Records)